# Drumelzier
Drumelzier (pronunciado "drummellier", ver yogh) es una localidad situada en el valle del río Tweed, en la región de los Borders escoceses, en el Reino Unido.
La localidad toma su nombre del Castillo de Drumelzier, situado junto al río Tweed, no lejos del centro de la localidad. Era la antigua residencia del Clan Tweedie desde 1320 aproximadamente, cuando la localidad le fue concedida a Roger de Twydyn. También era parte de la cadena de torres en el valle del Tweed. Las ruinas de la vieja casa están ahora en medio de edificios de modernas granjas que han sido construidas usando piedras de la torre. La fortuna de la familia Tweedie fue en decadencia y en 1633, el último Tweedie de Drummelzier se vio obligado a vender la Baronía de Drummelzier a lord Hay de Yester. El actual terrateniene de Drumelzier es Alexander Hay de Duns y Drumelzier, quien reside en el castillo de Duns, en Berwickshire.
Por la localidad fluye el arroyo conocido como Drumelzier Burn o Powsail Burn, que es un afluente del río Tweed. La localidad tiene una gran superficie e incluye los asentamientos de Wrae, Stanhope Mossfennan y Kingledoors. Al norte de Drumelzier se encuentra Broughton y al sur la carretera que va de Crook Inn a Tweedsmuir.
Se dice que fue en Drumelzier donde Merlín, el mago del Ciclo artúrico, fue hecho prisionero en un árbol por Morgana. En la zona se pueden encontrar numerosos lugares históricos, desde fuertes de la Edad de Bronce a fortalezas de la Edad Media.
- Datos: Q5309154
- Multimedia: Drumelzier / Q5309154